# バスク鉄道
バスク鉄道（バスクてつどう、バスク語: Eusko Trenbideak, スペイン語: Ferrocarriles Vascos）は、スペイン・バスク自治州で狭軌鉄道を運行する鉄道事業者。バスク自治州によって所有され、州内の軌道幅1,000mmの狭軌鉄道を運行している。ギプスコア県の県都サン・セバスティアンとビスカヤ県の県都ビルバオを事業の中心としており、ビルバオからフランスのアンダイエまで運行している。Euskotren（エウスコトレン）というブランドを用いている。
従来スペイン狭軌鉄道 (FEVE) によって運行されていた「ET/FV」路線の運営管理も行なっている。
現在はバスク州域内の線路はバスク鉄道網会社（Euskal Trenbide Sarea）が維持管理をしている。

## 歴史
1979年のゲルニカ憲章（バスク自治憲章）によって設立が定められ、1982年に公式にバスク鉄道が設立された。軌間は1,000mm（狭軌）である。路線はバスク自治州内にあり、バスク自治州政府によって管理されている。当初はET/FVという商業ブランドで運行されていた。1995年、バスク鉄道の一部の路線と人員がメトロ・ビルバオ（ビルバオ地下鉄）に移管された。

## 特徴
バスク自治州にはスペイン狭軌鉄道 (FEVE) によって運行される狭軌鉄道線も存在する。バスク鉄道の一部の路線はフランスのアンダイエまで運航しており、スペイン＝フランス国境から数百メートルだけだが、フランス領内にもバスク鉄道の線路が存在する。

## サービス
バスク鉄道は、通勤鉄道、都市間鉄道、都市鉄道、貨物鉄道、公共バスなど、様々な公共交通サービスを運営している。さらに、将来的には高速鉄道のバスクYの運営も行う予定である。

### トラム
エウスコトレン・トランビアは、バスク鉄道が運行しているトラム（路面電車）のブランドである。バスク語のTranviaはトラムを意味する。ビスカヤ県ビルバオでビルバオ・トラムが、アラバ県ビトリア＝ガステイスでビトリア＝ガステイス・トラムが運行中である。ビスカヤ県レイオアでレイオア・トラムが建設中であり、ビスカヤ県バラカルドでもトラムの建設が計画されている。この2都市はいずれもビルバオ都市圏に所在する。2002年から2012年までは、エウスコトレン・トランビアではなくエウスコトランというブランドが用いられていた。

### バス
エウスコトレン・アウトブサは、ビスカヤ県とギプスコア県で運行している複数の路線バスのブランドである。バスク語のAutobusaはバスを意味する。ビスカヤ県の路線はビスカイバスと、ギプスコア県の路線はルラルデバスというブランドが用いられている。

### 貨物鉄道
エウスコトレン・カルゴは、バスク鉄道が運行している貨物鉄道の商業ブランドである。バスク語のKargoは貨物を意味する。貨物鉄道は旅客鉄道と路線を共有しており、夜間のみ運行されている。2012年までは、エウスコトレン・カルゴではなくエウスコカルゴという商業ブランドが用いられていた。

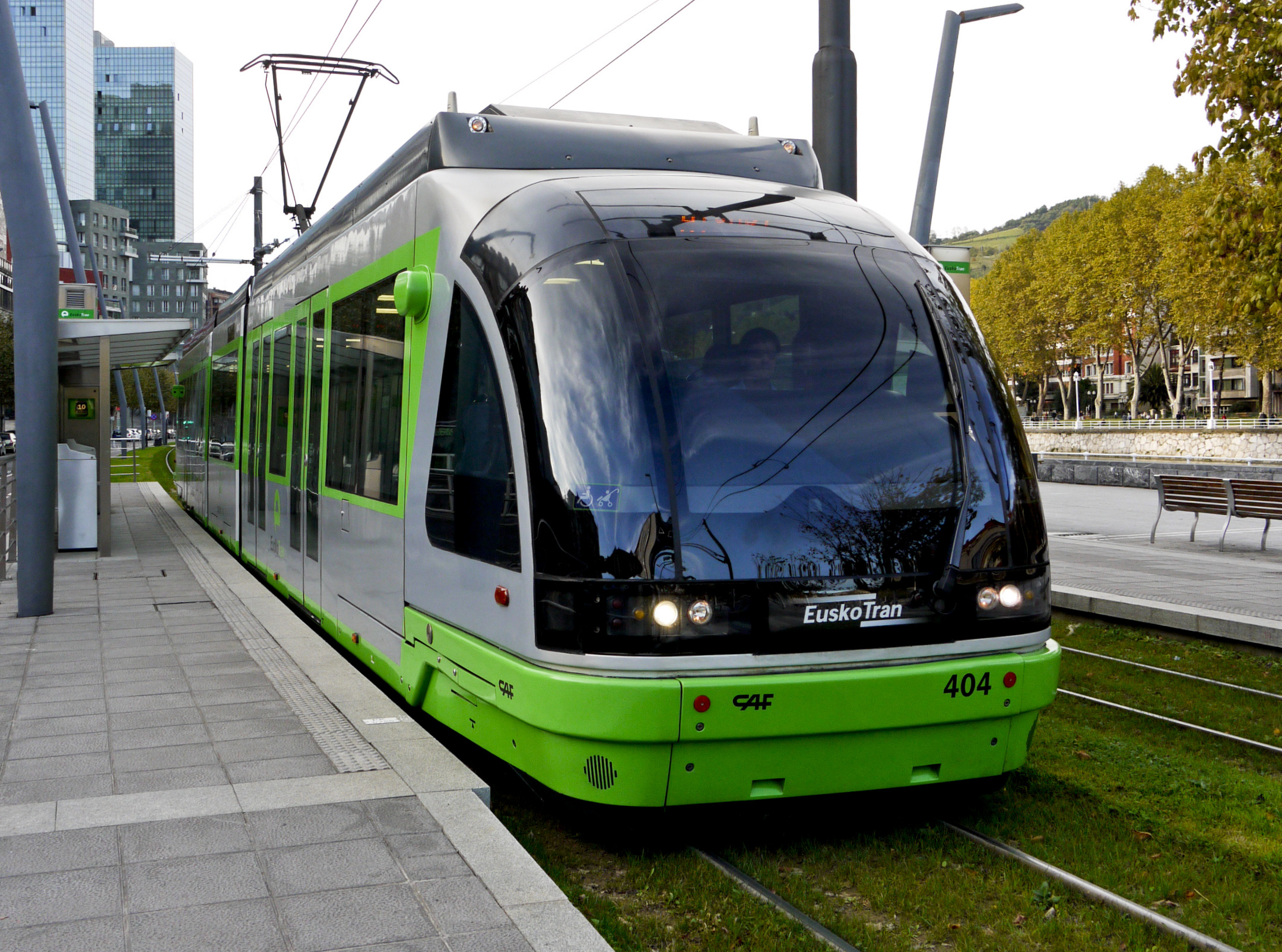
ビルバオ・トラム（緑色）
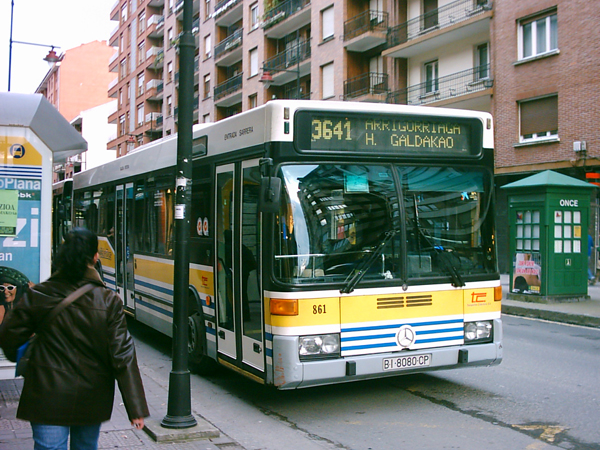
ビスカイバス（黄色）
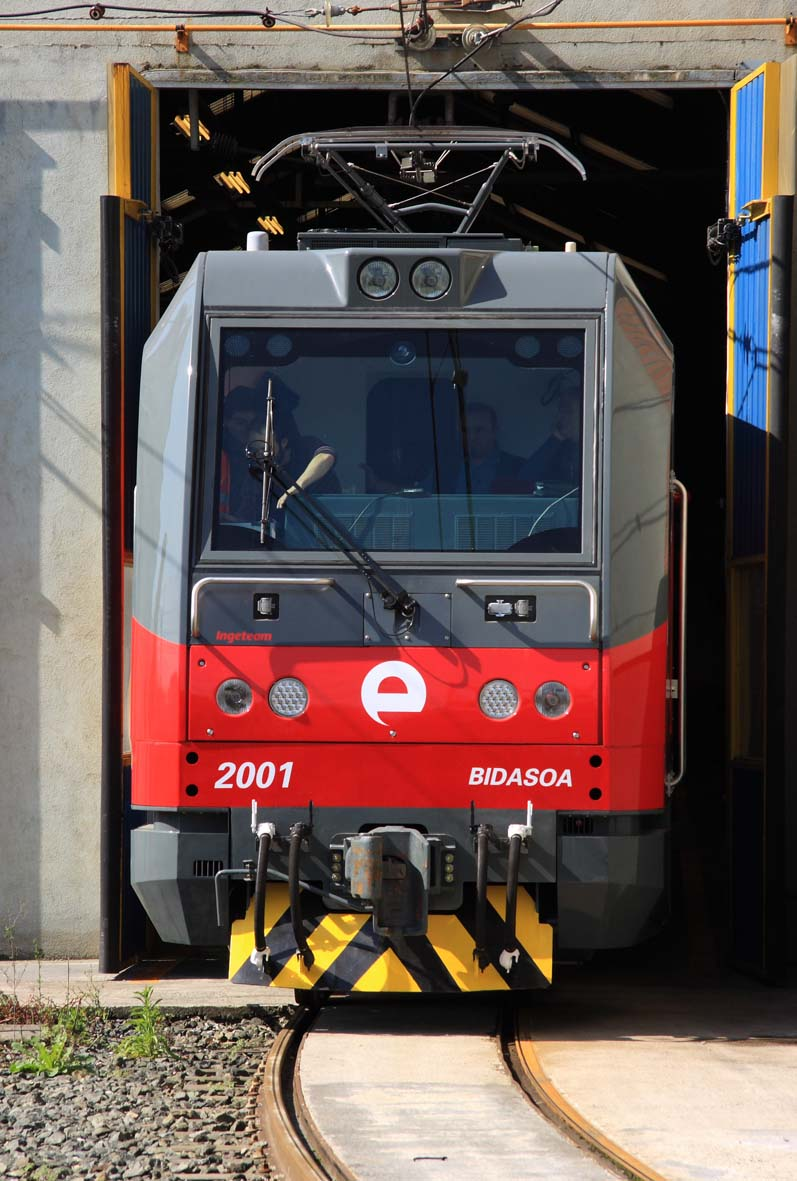
貨物列車

## 路線
計画中の路線として、サン・アントニオとマティコを結ぶ路線、カスコ・ビエホ（ビルバオ）とエチェバリを結ぶ路線がある。

路線図

| 番号 | 起点                             | 終点                                       | 線名                                 |
| ---- | -------------------------------- | ------------------------------------------ | ------------------------------------ |
| 1D   | ビスカヤ県ビルバオ・アチューリ駅 | ビスカヤ県エルムア                         | ドゥランガルデア線                   |
| 1K   | ビスカヤ県ビルバオ・アチューリ駅 | ギプスコア県サン・セバスティアン・アマラ駅 | コスタルデア線                       |
| 1T   | ビスカヤ県エルムア               | ギプスコア県エイバル・アシタイン駅         | トランビア線                         |
| 2    | ギプスコア県ラサルテ・オリア     | アンダイエ                                 | メトロ・ドノスティアルデア（トポ線） |
| 3    | ビスカヤ県ビルバオ・アチューリ駅 | ビスカヤ県ベルメオ                         | ウルダイバイ線                       |
| 4    | ビスカヤ県ビルバオ・デウスト駅   | ビスカヤ県レサマ                           | チョリエリ線                         |
| 5    | ビスカヤ県バリェ・デ・トラパガ   | ビスカヤ県バリェ・デ・トラパガ             | 鋼索線                               |
| 6    | ギプスコア県ラサオ               | ギプスコア県アスペイティア                 | 観光用の保存鉄道（蒸気機関車）       |